# Tuppen på berget
Tuppen på berget var en monografiserie för översatt poesi redigerad av Artur Lundkvist och utgiven av Coeckelberghs förlag (egentligen René Coeckelberghs Bokförlag AB)  1975-1977

## Förteckning över ingående delar
- 1975
  - 1 - Ted Hughes: Kråka (Crow) (svensk tolkning av Eva Bruno)
  - 2 - Peter Huchel: Gycklarna är borta (svensk tolkning av Johannes Edfelt)
  - 3 - Nicolás Guillén: Color cubano (svensk tolkning av Francisco J. Uriz och Artur Lundkvist)
  - 4 - Nichita Stănescu: Kampen mellan inälvor och verklighet (11 elegii) (svensk tolkning av Pierre Zekeli)
  - 5 - Paul Eluard: Smärtans huvudstad (urval och svensk tolkning av Pierre Zekeli)
  - 6 - Jorge Luis Borges: Tigrarnas guld (svensk tolkning av Marina Torres och Artur Lundkvist)
  - 7 - Gabriela Melinescu: Kyskhetslöftet (i svensk tolkning av Ingrid Duke, Magda Ljungberg och Kerstin Thorek)
  - 8 - Pier Paolo Pasolini: Gramscis aska (urval och svensk tolkning av Arne Lundgren)
- 1976
  - 9 - Anne Sexton: Att bära en människa (svensk tolkning av Lars Gustav Hellström)
  - 10 - Philippe Jaccottet: Jordens avstånd(svensk tolkning av Bengt Erasmie)
  - 11 - Justo Jorge Padrón: Helvetets kretsar (Los círculos del infierno) (svensk tolkning av Monica Jorge och Artur Lundkvist)
  - 12 - Jehuda Amikhai: Sjungen hoppfullt sånger om Jerusalem (svensk tolkning av Viveka Heyman)
  - 13 - Robert Bly: Alla sovande i världen (svensk tolkning av Eva Bruno)
  - 14 - Ingeborg Bachmann: Bröd och salt (svensk tolkning av Johannes Edfelt)
  - 15 - Ferenc Juhász: Kärleken till världsalltet (svensk tolkning av János Csatlós)
  - 16 - Cesare Pavese: Katterna kommer att förstå (svensk tolkning av Ingamaj Beck)
- 1977
  - 17 - Francis Ponge: Ur tingens synpunkt (svensk tolkning av Jesper Svenbro)
  - 18 - Paul Eluard & André Breton: Den obefläckade avlelsen (L'immaculée conception) (svensk tolkning av Jan Berg)
  - 19 - Gabriela Melinescu: Den befruktande guden (svensk tolkning av Pierre Zekeli)
  - 20 - Henri Michaux: Varje kung återvänder till spegeln (svensk tolkning av Roger Fjellström)
  - 21 - Nichita Stǎnescu: Ptolemaios död och uppståndelse" (Laus Ptolemaei) (svensk tolkning av Pierre Zekeli)
  - 22 - Osip Mandelstam: Tidens larm (svensk tolkning av Bengt Jangfeldt (Tidens larm, Samtalspartnern) och Greta Hjelm (Egyptiska frimärket))
  - 23 - Rafael Alberti: Nejlikans förvandlingar (svensk tolkning av Lasse Söderberg)
  - 24 - Pierre Jean Jouve: Himmelsk materia (svensk tolkning av Bengt Erasmie)
  - 25 - Muriel Rukeyser: Dikter (tolkning av Jan Berg)
  - 26 - Siv Cedering Fox: En dryck kallt vatten (svensk tolkning av Maria Wine)
  - 27 - Dylan Thomas: 39 dikter (svensk tolkning av Jan Berg)